# Stepa Stepanović
Stepa Stepanović (cyr. Степа Степановић, ur. 12 marca 1856 w Kumodražu, zm. 29 kwietnia 1929 w Čačaku) – serbski i jugosłowiański feldmarszałek (vojvoda).

## Życiorys
W 1874 wstąpił do serbskiej armii i jako kadet rozpoczął naukę w szkole artylerii. W latach 1877–1878 uczestnik wojny rosyjsko-tureckiej jako podchorąży-sierżant, później jako podporucznik. Stepanović wyróżnił się odwagą w walce i zdobył wiele odznaczeń serbskich oraz rosyjskich.
W okresie wojny serbsko-bułgarskiej pełnił obowiązki kolejno: dowódcy batalionu, pułku, brygady i dywizji oraz zastępcy szefa Sztabu Głównego. Dwukrotnie był także ministrem wojny. Pod jego rządami armia serbska została dobrze przygotowana do nadchodzących wojen pod względem organizacyjnym, merytorycznym, materialnym i moralnym.
Podczas I wojny bałkańskiej (1912–1913) dowodził 2 Armią. W marcu 1913 razem z siłami bułgarskimi pokonał wojska tureckie pod Adrianopolem. W czasie II wojny bałkańskiej armia pod dowództwem Stepanovicia z poświęceniem broniła rejonu Niszu.
Kiedy wybuchła I wojna światowa, jako przedstawiciel nieobecnego Szefa Sztabu Naczelnego Dowództwa Radomira Putnika kierował mobilizacją i koncentracją armii serbskiej. Po powrocie Putnika do kraju ponownie objął obowiązki dowódcy 2 Armii i przeprowadził manewr przemarszu przez Koceljevę i Tekeriš. W nocnym ataku na wschodnich stokach góry Cer 20 sierpnia 1914 roku pokonał 21 Dywizję austro-węgierskiego VIII Korpusu. Było to pierwsze zwycięstwo odniesione przez wojska Ententy nad państwami centralnymi, za które Stepanović otrzymał awans do najwyższego w armii serbskiej stopnia vojvody.
W bitwie nad Driną jego armia zażarcie broniła Maćwy, skutecznie odparła kilka koncentrycznych ataków przeważających sił austro-węgierskich, przygwoździła 5 Armię Oskara Potiorka do brzegów Driny i Sawy, po czym przez kilka miesięcy konsekwentnie wyczerpywała jej siły. W bitwie nad Kolubarą 2 Armia najpierw powstrzymała atak wroga na prawym brzegu rzeki Kolubary, a następnie wzięła udział w działaniach połączonych sił Radomira Putnika i Živojina Mišicia, które doprowadziły do upadku zgrupowania bałkańskiego armii austro-węgierskiej.
Podczas inwazji na Serbię jesienią 1915 roku armia Stepanovicia wraz z armią Timoczki udaremniła próbę przedostania się bułgarskiej 1 Armii przez rejon Niszu na tyły głównych sił armii serbskiej zaangażowanych na froncie północnym i w ten sposób w dużym stopniu przyczyniła się do niepowodzenia planów Augusta von Mackenziego dotyczących szybkiego okrążenia i zniszczenia armii serbskiej. Stepanović odegrał znaczącą rolę w reorganizacji armii serbskiej po ewakuacji na Korfu i jej pierwszych sukcesach na froncie pod Gorničevem, na Kajmakczałanie i w okolicach Bitoli, jednak jego największy sukces związany był z przełamaniem frontu salonickiego i wyeliminowaniem Bułgarii z wojny.
Żołnierze 2 Armii Stepanovicia w silnym natarciu przedarli się przez umocniony front wroga pod Dobro polje i Kozjak i wraz z 1 Armią i siłami sprzymierzonymi bezlitośnie ścigali rozbite wojska bułgarskie i niemieckie, aż wycofanie się Bułgarii z wojny 29 września 1918 roku otworzyło drogę do ostatecznego wyzwolenia Serbii. Ta umiejętnie przeprowadzona operacja wraz z pierwszym zwycięstwem w bitwie na górze Cer umieściła go w gronie najwybitniejszych dowódców wojskowych I wojny światowej i historii wojen serbskich oraz nadała mu status bohatera narodowego Serbów.